# David Vizzini
David Vizzini (Medford, Oregon, 1973. augusztus 24. –) amerikai birkózó és birkózóedző. Négyszeres állami és kétszeres regionális bajnok, emellett kétszer elnyerte az All-America elismerést.
A Phoenixi Középiskola dicsőségcsarnokának tagja.

## Fiatalkora
Édesapja nevelte fel. A phoenixi középiskolába járt. 1998 és 1991 között négyszer lett állami bajnok, emellett címet nyert szabadfogású és görög-római stílusú birkózásban, illetve Kubában és Puerto Ricóban is versenyzett.

## Tanulmányai
A Portlandi Állami Egyetemen kétszer lett regionális bajnok és kétszer nyerte el az All-America elismerést.
Sportkommunikáció szakos alapdiplomáját 1997-ben szerezte a Dél-oregoni Egyetemen, szervezeti kommunikáció szakos mesterdiplomáját pedig a Cal State Fullertonon.

## Edzőként
1998 és 2001 között a Fullertonon Ardeshir Asgari, 2002 és 2004 között pedig a Portlandi Állami Egyetemen Marlin Grahn edzőhelyettese volt. 2004-ben Beavertonban nonprofit birkózóakadémiát alapított.

## Fordítás
- Ez a szócikk részben vagy egészben  a   David Vizzini című angol Wikipédia-szócikk ezen változatának fordításán alapul.  Az eredeti cikk szerkesztőit annak laptörténete sorolja fel. Ez a jelzés csupán a megfogalmazás eredetét és a szerzői jogokat jelzi, nem szolgál a cikkben szereplő információk forrásmegjelöléseként.